# بوت فالز (اورگن)
بوت فالز (به انگلیسی: Butte Falls) شهری در شهرستان ماریون ایالت اورگن است و در سرشماری سال ۲۰۱۱ میلادی، ۴۲۱ نفر جمعیت داشته که نسبت به سال ۲۰۱۰، ۰٫۴۷ درصد رشد جمعیت داشته‌است.